# Marianna, Arkansas
Marianna är administrativ huvudort i Lee County i Arkansas. Orten har fått sitt namn efter Mary Ann Harland. Namnet Marianna togs i bruk år 1852. Orten grundades år 1848 av Walter H. Otey och hette först Walnut Ridge.